# 普洛戈内克
普洛戈内克（法語：Plogonnec，法語發音：[plɔɡɔnɛk]）是法国菲尼斯泰尔省的一个市镇，属于坎佩尔区。

## 地理
普洛戈内克（48°4'40"N, 4°11'40"W）面积54.14 平方千米，位于法国布列塔尼大區菲尼斯泰尔省，该省份为法国最西部的省份，位于布列塔尼半岛西部，北西南三面环大西洋，东临阿摩尔滨海省和莫尔比昂省。
与普洛戈内克接壤的市镇（或旧市镇、城区）包括：洛克罗南、盖恩加、勒瑞克、凯尔拉兹、朗德雷瓦尔泽克、凯梅内旺、坎佩尔。

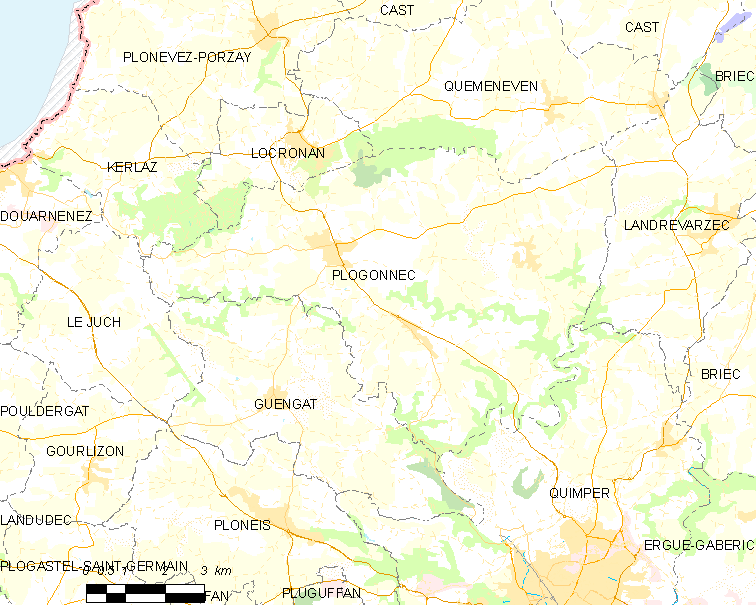
普洛戈内克的OSM定位图

普洛戈内克的时区为UTC+01:00、UTC+02:00（夏令时）。

## 行政
普洛戈内克的邮政编码为29180，INSEE市镇编码为29169。

## 政治
普洛戈内克所属的省级选区为坎佩尔第一县。

## 人口

1962-2008年间普洛戈内克人口变化图示

普洛戈内克于2022年1月1日时的人口数量为3223人。